# إدوارد ميريت هيوز
إدوارد ميريت هيوز (بالإنجليزية: Edward Merritt Hughes)‏ هو ضابط أمريكي، ولد في 28 يناير 1850 في لاكبورن في الولايات المتحدة، وتوفي في 28 سبتمبر 1903 في يوكوهاما في اليابان.